# Чемпионат СССР по вольной борьбе 1950
6-й чемпионат СССР по вольной борьбе проходил в Туле с 11 по 20 июня 1950 года. В соревнованиях участвовало 109 человек, представляющих 19 городов.

## Медалисты
| Весовая категория | Золото                                 | Серебро                                        | Бронза                                         |
| ----------------- | -------------------------------------- | ---------------------------------------------- | ---------------------------------------------- |
| Наилегчайший вес  | Муса Бабаев «Строитель» (Баку)         | Шалва Нозадзе «Спартак» (Тбилиси)              | Амиран Майсурадзе «Динамо» (Тбилиси)           |
| Легчайший вес     | Йоханнес Лооару «Калев» (Таллин)       | Борис Меос «Спартак» (Таллин)                  | Арташ Ишханян «Спартак» (Баку)                 |
| Полулёгкий вес    | Юрий Денников «Динамо» (Москва)        | Николай Музашвили «Динамо» (Тбилиси)           | Ибрагимпаша Дадашев «Динамо» (Баку)            |
| Лёгкий вес        | Арменак Ялтырян «Динамо» (Киев)        | Элмар Рунге «Калев» (Таллин)                   | Василий Илуридзе «Искра» (Тбилиси)             |
| Полусредний вес   | Василий Рыбалко «Динамо» (Киев)        | Эстате Каркусашвили «Динамо» (Тбилиси)         | Георгий Рыжов «Динамо» (Баку)                  |
| Средний вес       | Давид Цимакуридзе «Искра» (Тбилиси)    | Луспарон Хантимерян «Спартак» (Ростов-на-Дону) | Сергей Преображенский «Динамо» (Ленинград)     |
| Полутяжёлый вес   | Аугуст Энглас Советская Армия (Таллин) | Варгашак Мачкалян «Динамо» (Тбилиси)           | Валентин Николаев «Локомотив» (Ростов-на-Дону) |
| Тяжёлый вес       | Арсен Мекокишвили «Динамо» (Москва)    | Фома Бездоля Советская Армия (Киев)            | Александр Сенаторов «Крылья Советов» (Москва)  |